# Konrad Wickler
 Konrad Wickler  (* 12. Dezember 1935 in Berlin; † 11. April 2011 in München) war ein deutscher Kameramann, Fotograf und Dokumentarfilm-Produzent.

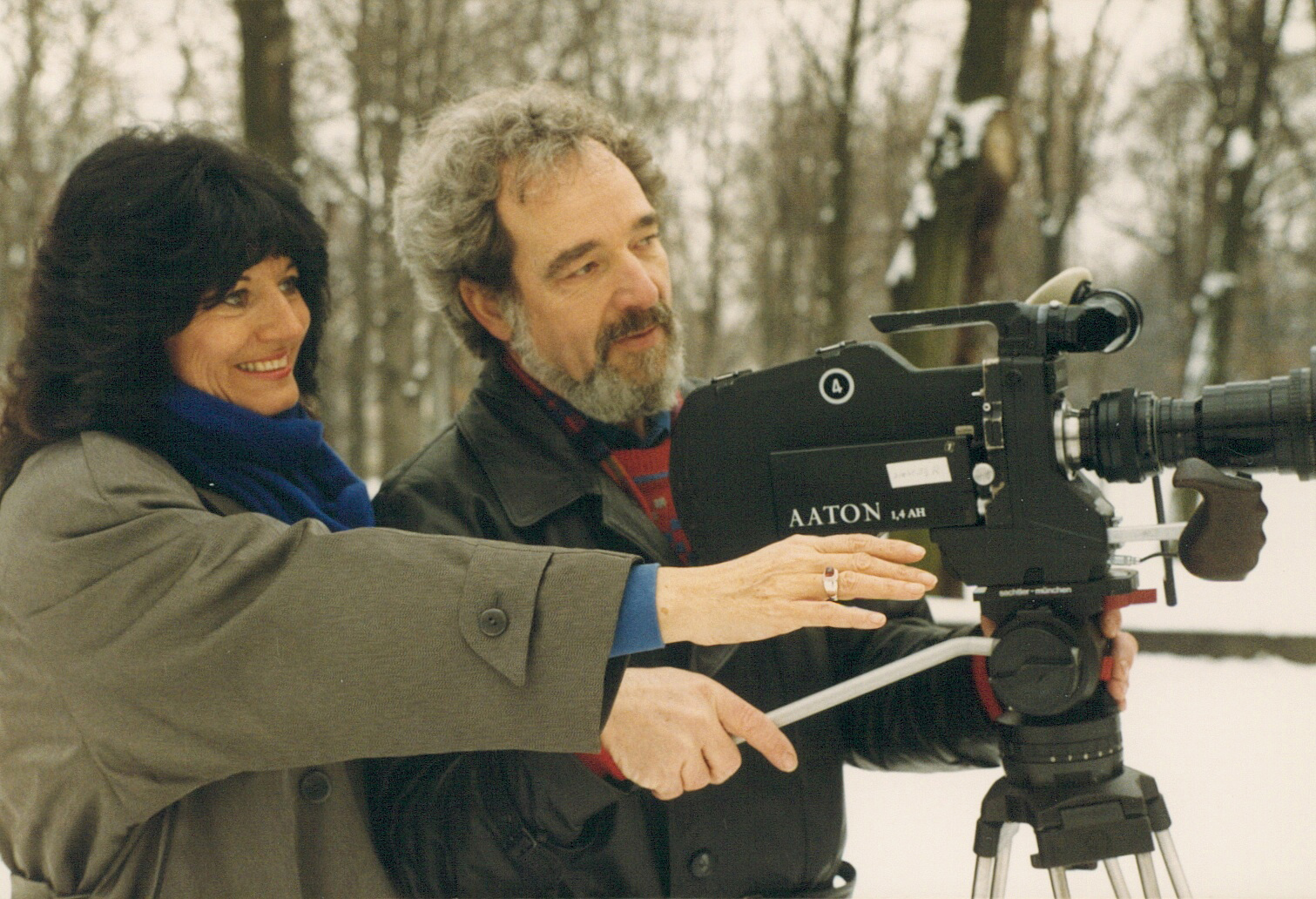
Konrad Wickler mit Regisseurin Katja Raganelli

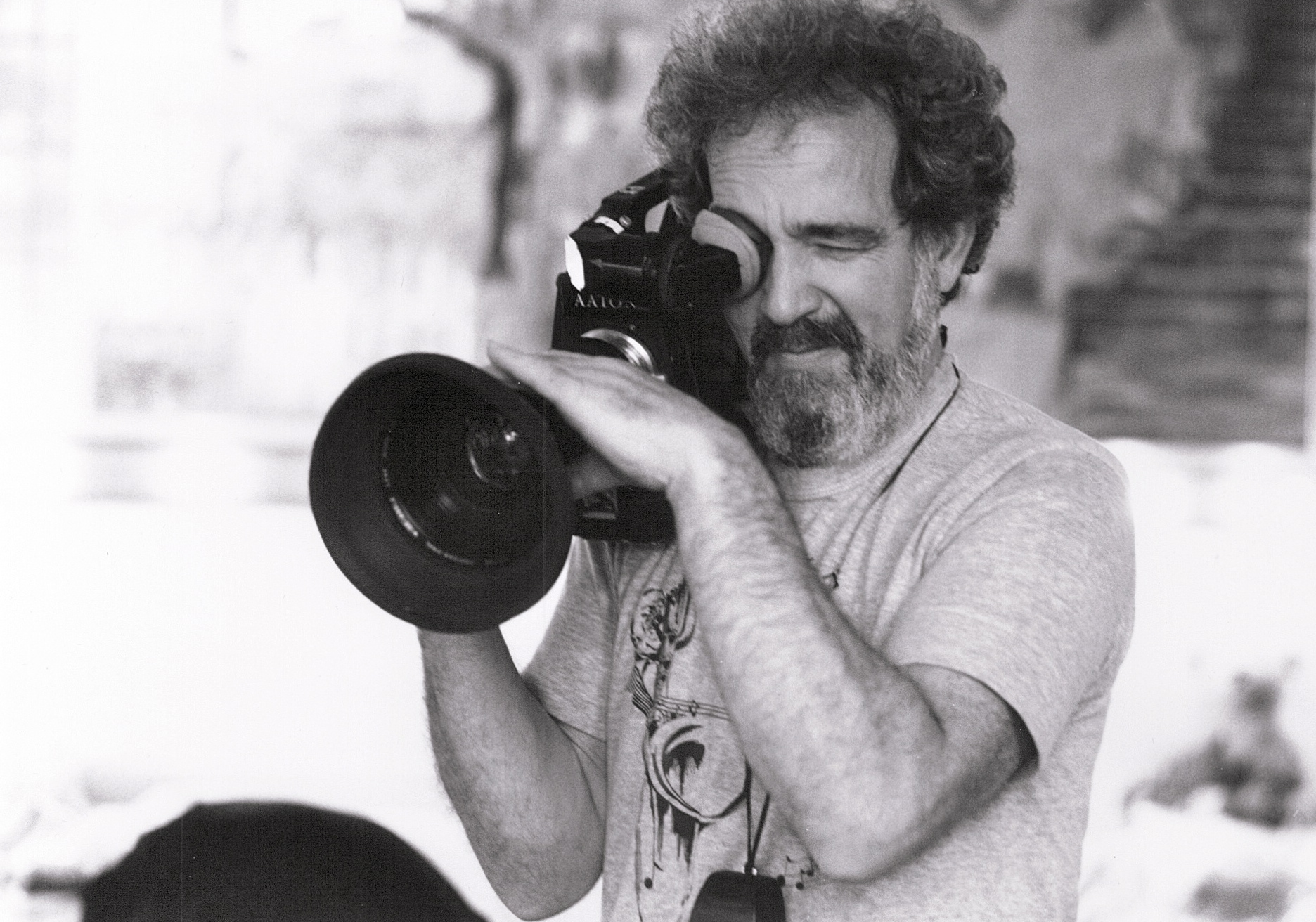
Kameramann Konrad Wickler

## Jugend und Ausbildung
Konrad Wickler wuchs mit drei Geschwistern im Vorkriegsberlin als Sohn einer Lehrerin und eines Diplom-Ingenieurs auf. Nach Kriegsende flüchtete die Familie in den Westen. Seine Gymnasialzeit verbrachte Konrad Wickler in Siegen und begann danach  eine Ausbildung zum Kameraassistenten beim FWU (Institut für Film und Bild in Wissenschaft und Unterricht) in München, der sich von 1957 bis 1959 ein Studium am Deutschen Institut für Film und Fernsehen (DIFF – Vorläufer der Hochschule für Fernsehen und Film München) anschloss. Von 1959 bis 1962 studierte Wickler an der Staatslehranstalt für Photographie  in München.

## Berufliche Karriere
Wickler wurde 1963 als Kameramann und Realisator beim Bayerischen Rundfunk fest angestellt. Dort drehte er unter anderen mit den Regisseuren Percy Adlon, Hans Jürgen Syberberg, Reinhard Raffalt, Antony Isaacs, Jörg Grünler.
Anfang der 1970er Jahre entwickelte Konrad Wickler mit  dem leitenden BR-Redakteur und Grimme Preisträger Harald Hohenacker ein Vorschul-Kinderprogramm für das Fernsehen, die Serie Das feuerrote Spielmobil, in der er als  Realisator, Kameramann und Schauspieler mitwirkte. Mit seiner Darstellung  als Conny  in der Serie wurde er zu einer der Lieblingsfiguren des Kinderprogramms. Der Serie wurde die Goldene Kamera 1972 wie auch der Adolf-Grimme-Preis verliehen.
Zusammen mit der Regisseurin Katja Raganelli gründete er 1976 in München die Diorama Film GmbH, um Kulturdokumentationen zu produzieren. Zu den wichtigsten Themen der Firma gehörten Frauen hinter der Kamera, und es entstanden Dokumentationen  über die  Stummfilm-Regisseurinnen Dorothy Arzner, Margery Wilson und Lois Weber, die Silhouetten-Filmpionierin Lotte Reiniger, wie auch über zeitgenössische Regisseurinnen wie Agnès Varda, Margarethe von Trotta, Valie Export und Mai Zetterling.

## Privatleben
Konrad Wickler war zweimal verheiratet, zuletzt ab 1998 mit der Regisseurin Katja Raganelli. Er hat eine Tochter aus erster Ehe. Sein älterer Bruder ist der Verhaltensforscher Wolfgang Wickler.

## Filmografie
Filme als Kameramann
- 1966: Pitchi Poi (R: Franz Josef Wild)
- 1968: Einführung in die Verhaltungsforschung mit Prof. Konrad Lorenz
- 1969: Der Sechste Tag (Serie)
- 1970–1975: Das feuerrote Spielmobil (Idee und Regie: Harald Hohenacker)
- 1971: Das Altern (R: Frieder Mayrhofer)
- 1975: Golubic, einmal im Jahr (Reihe: A la carte  BR, R: K. Raganelli)
- 1976: Vom Trinken zum Trinker – Welt der Wissenschaft (R: H. Andre)
- 1976: Die orientalische Schlamminger (R: Percy Adlon)
- 1976: 1001Ferri Faroksad – Ein Entertainer in Person (R: Percy Adlon)
- 1995: Wer einmal da ist ... bleibt – Praterleute (R: Barbara Rohm)
- 2006: Marcel – ein Kämpfchen, das wär‘ schön (R: Juliane Schuler)

Filme als Produzent und Kameramann, alle mit Regisseurin K. Raganelli
- 1976: Annot – Portrait einer Malerin und Pazifistin
- 1977: Die Frauen sind auf natürliche Art schöpferisch – Agnès Varda
- 1978: Die Frauen müssen zweimal geboren werden – Liliane de Kermadec
- 1978: Die Liebe ist ein Mythos – Delphine Seyrig
- 1979: Márta Mészáros – Portrait einer ungarischen Filmregisseurin
- 1979: Margarethe von Trotta – Portrait einer Filmregisseurin
- 1979: Winter-Frühling-Sommer-Herbst (Reihe: A la carte  BR)
- 1981: Valie Export – Portrait einer Filmregisseurin
- 1981: Unsichtbare Frauen – Filmemacherinnen in Hollywood
- 1981: Abschied vom Winter (Reihe: A la carte  BR)
- 1982: New York – Babylon der Küchen (Reihe: A la carte  BR)
- 1982: Vielleicht bin ich ein Zauberer – Portrait des Schauspielers Peter Lühr
- 1982: Wege zu Lear
- 1983: Johan Micklin Silver – Begegnung mit der New Yorker Filmregisseurin
- 1983: Leierkasten ist meine Freiheit – Helga Leiendecker verwirklicht ihren Traum
- 1984: Bilder aus Westfalen (Reihe: A la carte  BR)
- 1984: Smetana – Mein Vaterland
- 1984: Nicht Mann, nicht Frau, nur Rabe
- 1984: Those beautiful Queens – Unterwegs mit Ragtime und Blues
- 1985: Sehnsucht nach Frauen – Dorothy Arzner
- 1985: New Orleans – Unterwegs mit Jazz und Gospel
- 1985: Fotografinnen – Begegnungen mit Karin Székessy, Cindy Sherman, Roswitha Hecke, Charlotte March, Regina Relang[1]
- 1986: Vom Mythos Liebe – Sigfrit Steiner – Portrait eines Schauspielers
- 1987: Ich möchte gerne strahlenförmig leben – Anja Breien, Filmregisseurin in Norwegen
- 1987: Die Magier des Spiels – Leinwandhelden, ihre Wünsche, Träume und Erfolge
- 1987: Die Kraft der Frauen steckt in ihrer Phantasie – Hans W. Geißendörfer und seine Filme
- 1988: Alle beneiden und um unsere Mutter… Töchter und ihre Mütter am Beispiel von Mirjam Pressler
- 1989: Aus unseren Ateliers „Das Pfarrhaus“
- 1989: Ich bin Wanda – Portrait der Schauspielerin und Regisseurin Barbara Loden
- 1989: Vielleicht bin ich wirklich eine Zauberin – Filmregisseurin Mai Zetterling und ihre Filme[2]
- 1990: Mehr als nur Spiele – Die Kids und ihr Computer
- 1990: Hallentheater in München – Geht es weiter
- 1990: Landestheater in Coburg – Ein Sprungbrett für junge Talente
- 1990: Freie Tanzszene in München
- 1991: Jean-Luc Godard
- 1993: Die Frauen in Ingmar Bergmans Filmen[3]
- 1996: Margery Wilson – Braunauge erinnert an die Anfänge der Filmkunst
- 1996: Alice Guy-Blaché – Hommage an die erste Filmemacherin der Welt
- 1997: Lotte Reiniger – Hommage an die Erfinderin des Silhouetten Films